# Sonim e Barreiros
Sonim e Barreiros é uma freguesia portuguesa do município de Valpaços, com 17,79 km² de área e 314 habitantes (censo de 2021). A sua densidade populacional é 17,7 hab./km².

## História
Foi criada aquando da reorganização administrativa de 2012/2013, resultando da agregação das antigas freguesias de Sonim e Barreiros.
Saúl António Teixeira Pessoa é o 1º Presidente de Junta eleito desta nova freguesia desde outubro de 2013.

## Demografia
A população registada nos censos foi:
| Distribuição da População por Grupos Etários | Distribuição da População por Grupos Etários | Distribuição da População por Grupos Etários | Distribuição da População por Grupos Etários | Distribuição da População por Grupos Etários |
| -------------------------------------------- | -------------------------------------------- | -------------------------------------------- | -------------------------------------------- | -------------------------------------------- |
| Ano                                          | 0-14 Anos                                    | 15-24 Anos                                   | 25-64 Anos                                   | > 65 Anos                                    |
| 2001                                         | 53                                           | 66                                           | 254                                          | 162                                          |
| 2011                                         | 31                                           | 40                                           | 205                                          | 174                                          |
| 2021                                         | 9                                            | 16                                           | 117                                          | 172                                          |

À data da junção das freguesias, a população registada no censo anterior (2011) foi:
| Freguesia atual   | Freguesia atual  | Freguesia atual | Freguesias antigas | Freguesias antigas | Freguesias antigas |
| Freguesia         | População (2011) | Área (km²)      | Freguesia          | População (2011)   | Área (km²)         |
| ----------------- | ---------------- | --------------- | ------------------ | ------------------ | ------------------ |
| Sonim e Barreiros | 450              | 17,79           | Sonim              | 273                | 10,73              |
| Sonim e Barreiros | 450              | 17,79           | Barreiros          | 177                | 7,06               |